# الحزب الجمهوري ميناس
الحزب الجمهوري في ميناس (بالبرتغالية: Partido Republicano Mineiro‏) هو حزب سياسي برازيلي تأسس في 4 يونيو 1888 ونشط خلال الجمهورية البرازيلية الأولى. كان يمثل الأيديولوجية الجمهورية للنخبة الزراعية لولاية ميناس جيرايس.
كان في البداية تحت سيطرة السياسيين في جنوب وجنوب غرب ميناس حتى نقل أرتر برنارديس سيطرته إلى زونا دا ماتا. كان لجنة الحزب التنفيذية ("تاراسكا") قوية للغاية واتخذت جميع القرارات الرئيسية.
كما هو الحال مع جميع الأحزاب البرازيلية في ذلك الوقت، تم إلغاء الحزب عند ظهور حقبة فارغاس.

## الممثلون الرئيسيون
- أفونسو بينا - رئيس البرازيل (1906-1909)
- فنسيسلاو براس - رئيس البرازيل (1914-1918)
- دلفيم موريرا - رئيس البرازيل (1918-1919)
- إبيتاشيو بيسوا - رئيس البرازيل (1919-1922)
- أرتور برنارديس - رئيس البرازيل (1922-1926)
- أنطونيو كارلوس ريبيرو دي أندرادا - رئيس ولاية ميناس جيرايس (1926-1930)

## فهرس
- فيرا، الجمهوري في ميناس جيرايس باللغة البرتغالية